# 古樸 (明朝)
古樸（？—1428年），字文質，號素軒，河南分省開封府陳州（今河南省淮陽縣）人，明朝政治人物。

## 生平
洪武年間，其以太學生清理郡縣田賦圖籍，后陳述家貧希望能夠當官養母。朱元璋嘉獎其志，擔任工部主事。其母去世時，給官方舟歸送葬。丁憂后，改為兵部主事，之後升爲兵部郎中。建文三年，升爲兵部侍郎。明成祖即位后，改為戶部侍郎。永樂七年，朱棣北巡，古樸被召還輔佐夏原吉審理戶部。明仁宗即位后，改為南京通政使。次年，改為戶部尚書。宣德三年，卒於任上。